# 指揮官

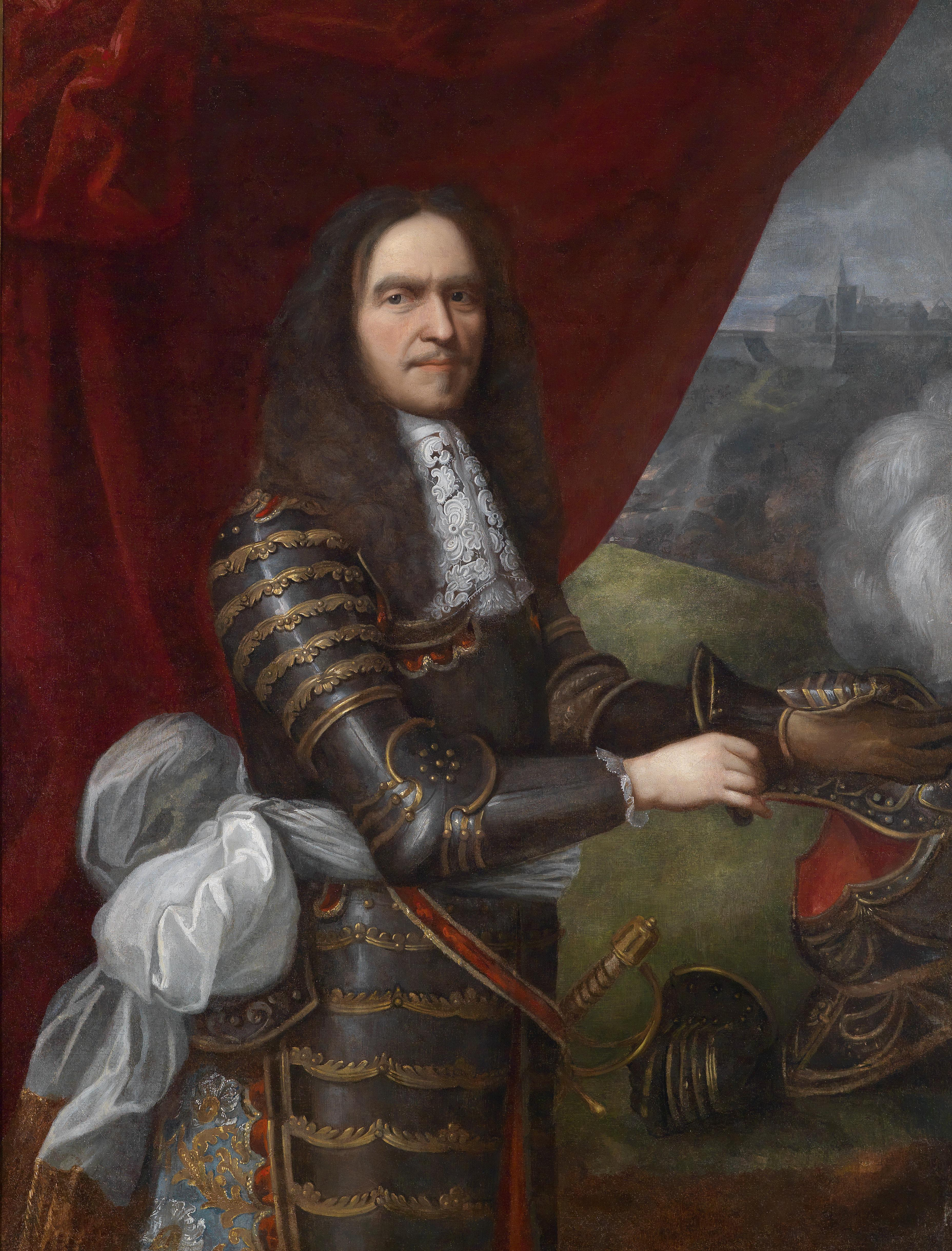
法國大元帥蒂雷納子爵亨利·德·拉圖爾多韋涅

指揮官（英語：commanding officer，縮寫為CO），在軍隊編制中，擁有指揮權的軍官。現代軍隊中，指揮官受到軍法的拘束，他必需肩負對這個組織的責任，負責其部屬的安危。但在這個編制中，他擁有最高的決定權，能夠對其部屬下達命令，要求他們執行。他對於拒絕執行命令或是執行不力的部下，通常也擁有處罰的權力。領導大型軍事組織的指揮官稱為司令。在美國通常一個連的隊長、連長就可稱為指揮官，在英國、加拿大和澳大利亞就是團營級別，大約是中校（Lieutenant colonel）或稱為the Colonel。在中華民國國軍，指揮官通常是指有統帥部隊權及命令指揮權的部隊長官，狹義的指揮官則是「指揮部」的主官。